# Christine Oestreicher
Christine Oestreicher (* 29. Oktober 1940) ist eine britische Filmproduzentin und Regisseurin, die 1983 für ihren Kurzfilm A Shocking Accident mit einem Oscar ausgezeichnet wurde. Bereits im Jahr zuvor stand sie mit ihrem Erstlingswerk Couples and Robbers auf der Nominierungsliste. 

## Leben
Christine Oestreicher begann ihre Karriere 1981 als Produktionsassistentin mit der 50-minütigen Dokumentation Chance, History, Art…, die sich mit Bilderstürmern wie Luis Buñuel, Jackson Pollock und anderen Künstlern der Vergangenheit und Gegenwart auseinandersetzt.
Bereits ihr Erstlingswerk als Produzentin brachte Oestreicher 1982 eine Oscarnominierung  in der Kategorie „Bester Kurzfilm“ für ihren Film Couples and Robbers ein. Sie musste sich jedoch Paul Kemp und Shelley Levinson und deren Film Violet geschlagen geben. Auf der Oscarverleihung 1983 war sie erneut nominiert, diesmal mit ihrem Film A Shocking Accident, wiederum in der Kategorie „Bester Kurzfilm“, und erhielt den Oscar.
In dem Fantasy-Kurzfilm The Cooler arbeitete Oestreicher mit Ringo Starr und dessen Frau Barbara Bach sowie mit Paul und Linda McCartney zusammen. Das Langzeitdrama Every Picture Tells a Story führte Oestreicher 1983 erneut mit dem Regisseur James Scott zusammen, mit dem sie nicht nur ihre oscargekrönte romantische Kurzfilmkomödie A Shocking Accident verwirklicht, sondern auch in ihrem ersten Film als Produktionsassistentin zusammengearbeitet hatte. In der Komödie Liebesroulette von 1990 arbeitete Oestreicher wiederum mit James Scott zusammen. Robert Lindsay und Molly Ringwald spielen die Hauptrollen in diesem Film, in dem ein mittelloses Paar den Jackpot in Monte Carlo knacken will. 
Die Kunst der Erinnerung ist der Titel einer Dokumentation, in der Oestreicher vierundfünfzig Arbeiten zeitgenössischer britischer Buchstabenkünstler präsentiert, basierend auf dem Thema Erinnerung und Verlust. Die Arbeiten bieten eine Vielzahl verschiedener Möglichkeiten der Buchstabengestaltung und umfassen Schriften auf Sonnenuhren, Bänken, grob behauenen Steinen ebenso wie Grabsteinen oder Gedenktafeln, sowie auf Torbögen und Menhiren.

## Filmografie
- 1981: Chance, History, Art… (Produktionsassistentin)
- 1981: Couples and Robbers (Kurzfilm)
- 1982: The Cooler (Kurzfilm)
- 1982: A Shocking Accident (Kurzfilm)
- 1983: Every Picture Tells a Story
- 1985: Samson and Delilah (Kurzfilm)
- 1987: High Season
- 1989: Money Talks
- 1990: Liebesroulette (Strike It Rich)
- 2002: Die Kunst der Erinnerung (The Art of Remembering, Dokumentation; Regie und Produktion)[5]

## Auszeichnungen
- 1982: Oscarnominierung für Couples and Robbers
- 1983: Oscar-Gewinnerin mit A Shocking Accident